# Stanislav Jasečko
Stanislav Jasečko (* 5. prosinec 1972, Spišská Nová Ves) je slovenský hokejový obránce momentálně hrající v KLH Vajgar Jindřichův Hradec.

## Klubový hokej
V československé lize debutoval v sezóně 1992/93, kdy působil v HK AutoFinance Poprad. Další rok hrával za Spišskou Novou Ves v rámci nově vytvořené extraligy, pak dva roky v HC Košice, kde pomohl vybojovat dva mistrovské tituly. Následující sezónu působil v nižší zámořské soutěži IHL (Grand Rapids Griffins). Po návratu odehrál další dva roky v Košicích. Před ročníkem 1999/00 uzavřel smlouvu s českým klubem HC České Budějovice. Sezónu 2001/02 začal ve finském Ässät Pori, v jejím průběhu přestoupil do švédského HV71 Jönköping. Následující začal v ruském Nižněkamsku, po dvanácti zápasech se vrátil do Českých Budějovic. Po vypadnutí tohoto klubu z české extraligy posílil před ročníkem 2004/05 HC Oceláři Třinec. Další dva roky hrával ve Vítkovicích. Před sezónou 2007/08 podepsal dvouletý kontrakt s HC Plzeň.

Už po roce však přestoupil do německého týmu EV Duisburg. další dva roky odehrál v HK AutoFinance Poprad, od sezóny 2011/12 hrává za italský druholigový klub EV Bozen 84.

## Klubové statistiky
| Sezona  | Klub                       | Soutěž     | Základní část | Základní část | Základní část | Základní část | Základní část | Základní část | Play off | Play off | Play off | Play off | Play off | Play off |
| Sezona  | Klub                       | Soutěž     | Z             | G             | A             | B             | TM            | + / -         | Z        | G        | A        | B        | TM       | + / -    |
| ------- | -------------------------- | ---------- | ------------- | ------------- | ------------- | ------------- | ------------- | ------------- | -------- | -------- | -------- | -------- | -------- | -------- |
| 1992/93 | HK AutoFinance Poprad      | CSHL       | 43            | 0             | 7             | 7             |               |               |          |          |          |          |          |          |
| 1993/94 | Spišská Nová Ves           | SE         | 36            | 4             | 9             | 13            |               |               |          |          |          |          |          |          |
| 1994/95 | HC Košice                  | SE         | 36            | 5             | 10            | 15            | 34            |               | 9        | 0        | 1        | 1        | 8        |          |
| 1995/96 | HC Košice                  | SE         | 50            | 8             | 12            | 20            | 40            | +28           |          |          |          |          |          |          |
| 1996/97 | Grand Rapids               | IHL        | 62            | 3             | 15            | 18            | 48            |               |          |          |          |          |          |          |
| 1997/98 | HC Košice                  | SE         | 46            | 10            | 15            | 25            | 34            | +15           |          |          |          |          |          |          |
| 1998/99 | HC Košice                  | SE         | 42            | 11            | 16            | 27            | 118           | +10           | 10       | 1        | 3        | 4        |          |          |
| 1999/00 | České Budějovice           | ČE         | 52            | 7             | 14            | 21            | 85            | +5            | 3        | 0        | 0        | 0        | 31       | -3       |
| 2000/01 | České Budějovice           | ČE         | 50            | 5             | 14            | 19            | 94            | +5            |          |          |          |          |          |          |
| 2001/02 | Ässät Pori                 | SM-liiga   | 41            | 8             | 11            | 19            | 30            | -18           |          |          |          |          |          |          |
|         | HV 71                      | Elitserien | 8             | 0             | 4             | 4             | 14            | +1            | 8        | 0        | 2        | 2        | 16       | -1       |
| 2002/03 | CHK Neftěchimik Nižněkamsk | RHS        | 12            | 0             | 3             | 3             | 28            | -5            |          |          |          |          |          |          |
|         | České Budějovice           | ČE         | 34            | 6             | 9             | 15            | 61            | -13           | 4        | 0        | 0        | 0        | 6        | -1       |
| 2003/04 | České Budějovice           | ČE         | 51            | 5             | 22            | 27            | 68            | -18           | 4        | 0        | 1        | 1        | 10       | -1       |
| 2004/05 | HC Oceláři Třinec          | SE         | 55            | 12            | 19            | 31            | 59            | +15           | 17       | 0        | 5        | 5        | 18       | +3       |
| 2005/06 | HC Vítkovice               | ČE         | 47            | 2             | 15            | 17            | 36            | +20           | 6        | 1        | 0        | 1        | 8        | +1       |
| 2006/07 | HC Vítkovice               | ČE         | 50            | 6             | 5             | 11            | 62            | +8            |          |          |          |          |          |          |
| 2007/08 | HC Plzeň                   | ČE         | 52            | 3             | 6             | 9             | 62            | +1            | 2        | 0        | 0        | 0        | 2        | -1       |
| 2008/09 | EV Duisburg                | DEL        | 47            | 3             | 13            | 16            | 50            | +0            |          |          |          |          |          |          |
| 2009/10 | HK AutoFinance Poprad      | ČE         | 45            | 2             | 21            | 23            | 46            | +20           | 5        | 0        | 0        | 0        | 10       | -1       |
| 2010/11 | HK AutoFinance Poprad      | ČE         | 53            | 5             | 18            | 23            | 36            | +34           | 18       | 1        | 4        | 6        | 10       | -2       |
| 2011/12 | EV Bozen 84                | Tal 2      | 33            | 9             | 22            | 31            | 24            |               |          |          |          |          |          |          |
|         | Frederikshavn White Hawks  | Dánsko     | 6             | 0             | 4             | 4             | 8             |               | 4        | 0        | 1        | 1        | 0        |          |
| 2012/13 | EV Bozen 84                | Tal 2      | 32            | 9             | 26            | 35            | 22            |               |          |          |          |          |          |          |
|         | Dresdner Eislöwen          | GER 2      | 6             | 0             | 1             | 1             | 4             |               |          |          |          |          |          |          |

## Reprezentace
- Statistiky reprezentace na Mistrovstvích světa a Olympijských hrách:[3]

| Turnaj             | Místo konání                          | Z  | G | A | B | Umístění         | Soupisky          |
| ------------------ | ------------------------------------- | -- | - | - | - | ---------------- | ----------------- |
| MS 1994 (skup.C/1) | Slovensko (Poprad a Spišská Nová Ves) | 4  | 0 | 0 | 0 | Zlatá medaile    |                   |
| MS 1995 (skup.B)   | Slovensko (Bratislava)                | 7  | 0 | 3 | 3 | Zlatá medaile    |                   |
| MS 1996            | Rakousko (Vídeň)                      | 5  | 0 | 1 | 1 | 10. místo        | Soupiska MS 1996  |
| SP 1996            | Severní Amerika, Evropa               | 1  | 0 | 0 | 0 | 7. místo         | Soupiska          |
| ZOH 1998           | Japonsko (Nagano)                     | 4  | 0 | 0 | 0 | 10. místo        | Soupiska ZOH 1998 |
| MS 1998            | Švýcarsko (Curych, Basilej)           | 0  | 0 | 0 | 0 | 7. místo         | Soupiska MS 1998  |
| MS 1999            | Norsko (Hamar, Lillehammer, Oslo)     | 6  | 0 | 1 | 1 | 7. místo         | Soupiska MS 1999  |
| MS 2000            | Rusko(Petrohrad)                      | 9  | 0 | 0 | 0 | Stříbrná medaile | Soupiska MS 2000  |
| Celkem na MS (6x)  |                                       | 31 | 0 | 5 | 5 |                  |                   |
| Celkem na ZOH (1x) |                                       | 4  | 0 | 0 | 0 |                  |                   |